# Chimarrogale hantu
Chimarrogale hantu là một loài động vật có vú trong họ Chuột chù, bộ Soricomorpha. Loài này được Harrison mô tả năm 1958.

## Hình ảnh